# 요한 제바스티안 바흐
요한 제바스티안 바흐(독일어: Johann Sebastian Bach, 독일어 발음: [ˈjoːhan zeˈbasti̯a(ː)n ˈbax] ( 듣기), 1685년 3월 31일(그레고리력)~1750년 7월 28일)는 독일의 작곡가이자 오르가니스트, 쳄발로 연주자이며, 개신교회의 교회 음악가이다.
교회 성기사와 오케스트라, 듀오 악기를 위한 종교적이거나 세속적인 음악을 창작했고, 그의 작품은 바로크 시대의 종말과 궁극적인 성숙을 동시에 가져왔다. 그는 바로크 시대의 최후에 위치하는 대가로서, 일반적인 작품은 독일음악의 전통에 깊이 뿌리박고 있을 뿐 아니라, 그 위에 이탈리아나 프랑스의 양식을 채택하고 그것들을 융합하여 독자적 개성적인 음악을 창조하였다. 종교적 작품은 기존 구교 음악과 차별화하여 새로운 음악을 통해 개신교회 예배에 기여하고자 노력하였다.
바흐의 집안은 200년에 걸쳐서 50명 이상의 음악가를 배출한 일대 음악가계였다. 바흐 집안의 음악가들은 대대로 개신교회인 루터교회의 경건한 신자들이었고, 교회음악가로도 활동하였다. 또한 그들의 일에 강한 장인(匠人)적인 긍지를 품고 있었다. 이 '신앙'과 '장인기질(匠人氣質)'은 요한 제바스티안에게도 계승되어서, 마치 2개의 정선율(定旋律)과 같이 그의 일생을 관통하게 된다. 제바스티안 이전에도 17세기 초엽 이래 많은 유명한 작곡가를 배출했고, 일족의 중심지이었던 중부독일의 튀링겐 지방에서는 '바흐'가 '거리의 악사'를 가리키는 용어로 쓰였을 정도였다. 그중에서도 제바스티안의 큰할아버지 하인리히 바흐(1615-1692), 그 아들 요한 크리스토프 바흐(1642-1703)와 요한 미하엘 바흐(1648-94)는 음악사에도 이름을 남긴 뛰어난 작곡가들이었다.
바흐는 사후 고전주의 음악사의 흐름에 밀려 완전히 잊혔으나 1802년 독일의 음악사학자인 요한 포르켈이 바흐에 대한 최초의 연구서인 "바흐의 생애와 예술, 그리고 작품"(Über Johann Sebastian Bachs Leben, Kunst und Kunstwerke)을 1802년에 발표함으로써 전 유럽적 바흐 광풍을 몰고 오게 하였으며, 사후 바흐에 대한 재평가에 결정적인 계기를 제공하였다. 바흐는 오늘날에는 일반적으로 온 시대를 통틀어 가장 위대한 작곡가 중 한 사람으로 여겨지고 있다. 음악의 아버지라고 불릴 만큼 아주 훌륭한 곡을 많이 작곡하였다.

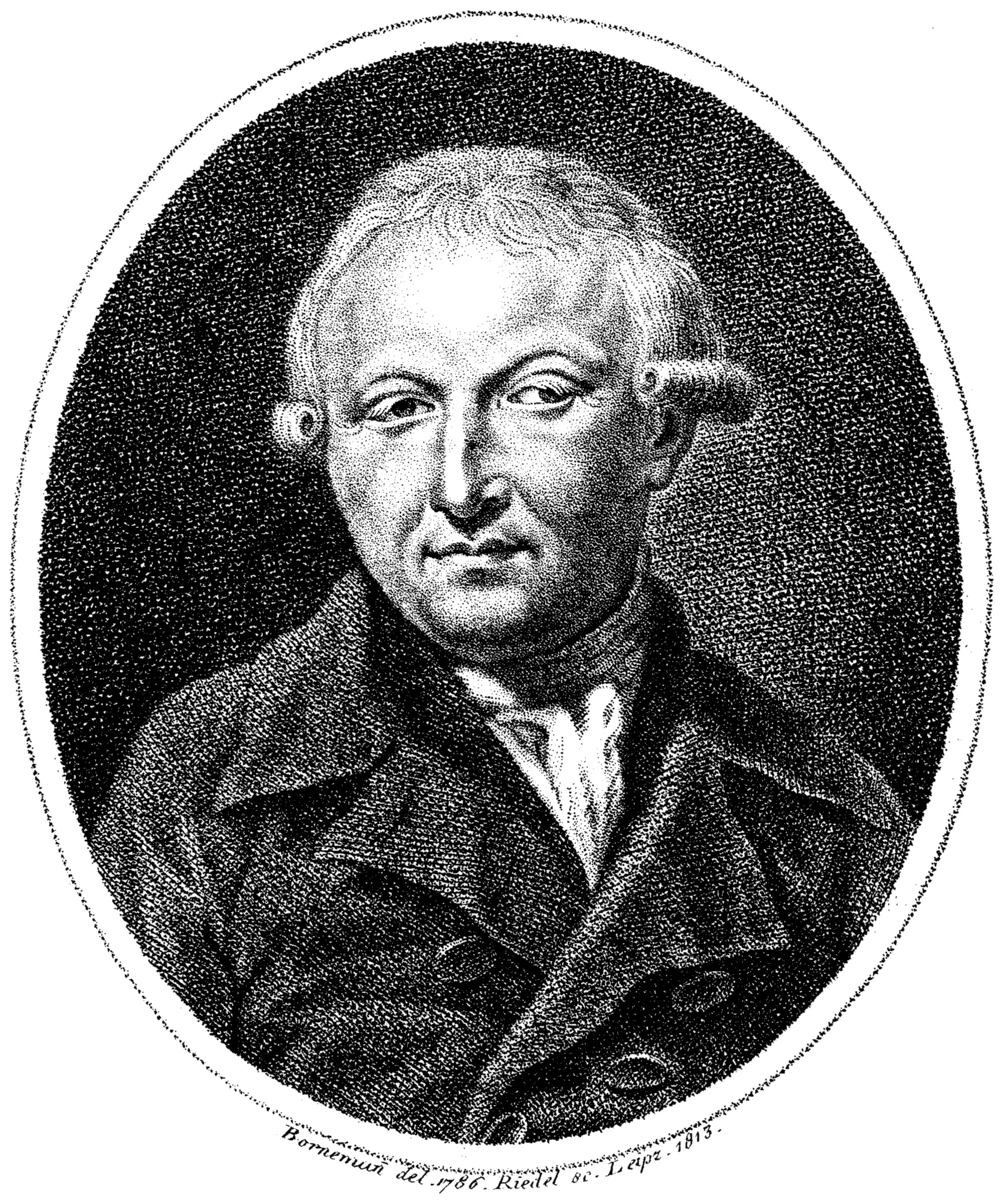
바흐를 최초로 재발굴하고 최초의 연구서를 펴낸 독일의 음악사학자 요한 포르켈(1749-1818)

## 일생

### 유년 시절(1685–1703)

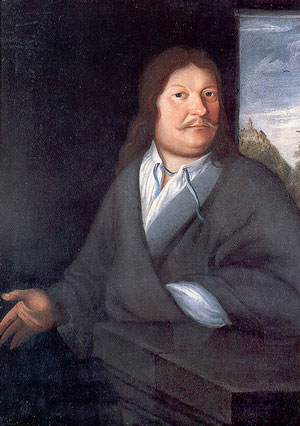
요한 암브로지우스 바흐, 바흐의 아버지

1685년 거리의 악사(바이올린 주자) 요한 암브로지우스(1645~1695)의 막내아들로서 튀링겐 지방의 아이제나흐에서 태어나, 그 곳의 성(聖) 게오르크 교회에서 세례를 받았다. 어렸을 때부터 아버지에게서 바이올린을, 사촌 큰아버지한테서 오르간을 배우고, 한편으로는 교회 부속학교에도 다니면서 성가대원으로서도 활약하였다. 9세에 양친을 잃은 바흐는 큰형 요한 크리스토프 바흐(1671-1721)와 함께 살게 되어 오르돌프 시로 옮겨가 형으로부터 본격적으로 작곡 기초를 배웠다. 그러다 형이 부양할 가족이 늘어나 생활이 어려워지자, 15세 때 북부독일의 뤼네부르크의 고등학교에 장학생으로 들어가, 유명한 오르가니스트 겸 작곡가인 게오르크 뵘(Georg Bhm, 1661~1733)과 얀 아담스 라인켄(Jan Adams Reinken, 1623-1722)을 알게 되어 큰 영향을 받았다.

### 아른슈타트 시대(1703-1707)
18세로 학교를 졸업한 바흐는 곧 자활할 필요에 쫓겨, 1703년 4월부터 한때 바이마르 궁정의 악단에서 바이올린 주자로 일하고, 그해 8월에는 아른슈타트의 교회에 오르가니스트로 채용되었다. 이 시대에는 북독일의 뤼베크를 찾아가 대작곡가 디트리히 북스테후데(1637-1707)의 작품과 오르간 연주에 커다란 감명을 받았으며, 그 영향은 이 시기의 화려한 오르간곡에 명확한 자취를 남기고 있다. 아른슈타트 시대는 오르간의 연주와 작곡에서 바흐가 크게 성장한 계기가 되었다.

### 바이마르 시대(1708-1717)
다음으로 바흐를 맞이한 것은 바이마르 궁정이었다. 한때는 한낱 악사로서 취직하였던 추억의 고장으로, 이제 젊은 대가가 된 그는 궁정 예배당의 오르가니스트로서 돌아온 것이다. 1708년 7월 23세 때의 일이다. 이 바이마르 시대(1708-1717)는 바흐의 '오르간곡의 시대'라고도 불리며, 현존하는 오르간곡의 태반이 여기서 작곡되었으며, 비할 데 없을 만큼 훌륭한 오르간 연주자로서 그의 이름은 독일에 알려지게 되었다. 또한 1714년에는 궁정악단의 콘서트마스터에 임명되어, 매달 1곡씩 뛰어난 교회 칸타타를 작곡하였다. 바이마르 궁정에서는 당시의 가장 새로운 음악이었던 비발디 등의 협주곡이 즐겨 연주되었는데, 바흐는 그것들을 열심히 연구하여 이탈리아 협주곡의 형식과 기법(技法)이 바흐의 그 후의 작품에 깊은 영향을 미쳤다.

### 쾨텐 시대(1717–1723)
1717년 8월, 바흐는 쾨텐 궁정에 악장으로서 취임하였다. 궁정악장은 당시의 독일에서 음악가가 바랄 수 있는 최고의 사회적 지위이며, 음악을 사랑한 젊은 영주도 바흐의 재능을 높이 평가하여, 이례적(異例的)인 후대를 베풀었다. 쾨텐은 종교적으로 루터파 지역이 아니라 개혁 교회 즉 칼뱅주의 지역이어서 예배에서 뜻이 명확하게 전달되는 간소한 성악을 중시하고 번잡한 음악을 금지하였으므로 쾨텐 궁정에서 바흐의 중요한 직무는 영주나 귀족들을 위하여 세속적인 합주곡이라든가 실내악을 작곡하는 일이었다. 이리하여 6곡의 《브란덴부르크 협주곡》(BWV1046-1051), 《무반주 바이올린을 위한 소나타와 파르티타》(BWV1001-1006), 《무반주 첼로 모음곡》(BWV1007-1012)을 비롯하여 그의 세속적 기악곡의 대다수가 이 시대에 작곡되었다. 정신적으로도 물질적으로도 풍성한 생활을 반영하는 것처럼 그것들은 밝고 즐거운 표현으로 넘쳐 있었다.
바흐는 쾨텐의 좋은 환경 속에서 한때 영구거주를 결심하기도 했으나 1723년에 라이프치히의 칸토르 직으로 옮겨야 했다. 주요한 이유로 제기되는 것은 레오폴트 공이 프러시아 군을 위해 점점 더 많은 재정적 기여를 해야 했기 때문에 궁정 악단을 위한 재정적 여력 부족과 악단 규모의 축소가 불가피했다는 것 그리고 대공의 결혼 후에 대공비가 음악에 대해서 무관심하여 대공이 이전처럼 바흐와 악단을 충분히 후원하기 어렵게 되었다는 것 등이다. 레오폴트 대공은 바흐와 시종 좋은 관계를 유지하였으며 대공이 친히 바흐의 아기를 위해 대부가 되기도 했다. 라이프치히로 직장을 옮긴 이후에도 관계는 우호적으로 유지되어 대공이 짧은 일생을 마칠 때까지 바흐는 쾨텐 궁정을 위한 작곡가직을 겸하였다. 1729년 바흐는 전해에 죽은 대공의 시신을 방부처리한 뒤에 열린 장례식에서 장송음악을 지휘하기 위해 쾨텐을 방문하였다. 이때 연주된 Koethner Trauermusik "Klagt, Kinder, klagt es aller Welt"은 후일 마태수난곡으로 확대되었다.
뮐하우젠 시대인 1707년, 바흐는 먼 육촌 누나 마리아 바르바라와 결혼하여 두 사람 사이에 7명의 자녀가 태어났는데, 쾨텐 시대인 1720년에 이 부인이 병사했다. 다음해인 1721년, 그는 16세 손아래인 소프라노 가수 안나 막달레나와 재혼하고, 13명의 아이를 얻었다. 합계 20명의 자녀 가운데서 약 반수는 어렸을 때에 사망하였는데, 나머지 아이들은 모두 선천적으로 뛰어난 음악적 재질을 지니고 있었으며, 특히 장남인 빌헬름 프리데만 바흐(1710-1784), 차남인 카를 필리프 에마누엘 바흐, 막내아들 요한 크리스티안(1735-1782)은 음악사(史)에 이름을 남기는 뛰어난 작곡가로 성장하였다. 쾨텐 시대에는 이들 아이들이나 또는 바흐의 명성을 흠모하여 모여든 제자들을 위하여 《평균율 클라비어곡집》 제1권(BWV846-869), 《인벤션》(BWV772-801)을 비롯한 수많은 클라비어곡도 작곡하였다.

### 라이프치히 시대(1723–1750)
독일 바로크의 중요한 작곡가 요한 쿠나우(Johann Kuhnau 1660-1722)의 후임으로 토마스 교회의 칸토르(합창장)에 선임된 바흐는 1750년에 세상을 떠날 때까지의 27년간, 이 곳에 머무르며 교회음악의 최고 책임자로서, 또 사실상의 라이프치히 음악감독으로서 정력적인 활동을 계속하였다. 이 시대의 창작중심은 《마태 수난곡》(BWV244), 《나단조 미사》(BWV232), 《크리스마스 오라토리오》(BWV248), 약 160곡의 교회 칸타타 등의 교회성악곡이지만, 최근의 연구에 의하면 그 대부분은 라이프치히 시대의 최초의 수년간에 작곡된 것이라 한다. 자기의 이상을 끝까지 관철코자 했던 바흐는, 시의 당국자나 교회의 책임자들과 자주 충돌하였으며, 교회음악의 일에 점점 열의를 잃어간 것같이 생각된다. 1724년 이후, 교회음악의 창작은 급격히 수요가 줄고, 그 대신에 세속 칸타타나 세속적 기악곡이 주요한 위치를 차지하게 된다. 또한 1736년경부터는 새로운 경향이 나타나기 시작하여, 이전에 작곡한 것을 고치기도 하고 몇 편의 작품을 곡집 형태로 정리하기도 하였으며, 혹은 그것들을 적극적으로 출판하기도 하였다. 클라비어를 위한 《파르티타》(BWV825-830), 《이탈리아 협주곡》(BWV971), 《골드베르크 변주곡》(BWV988) 등이 그 예이다. 1747년 5월, 바흐는 포츠담의 궁정으로 프리드리히 대왕을 방문하고, 왕이 제출한 주제를 바탕으로 즉흥연주의 묘기를 보였다. 이것이 동기가 되어 작곡한 것이 대왕에게 헌정한 《음악적 헌정》(BWV1079)이다. 그리고 1748년부터 다음해에 걸쳐 최후의 대작 《푸가 기법》(BWV 1080)의 작곡이 진행되었으나, 1749년 5월 뇌일혈로 졸도하여 시력이 크게 나빠졌다. 이후 존 테일러라는 돌팔이 안과 의사에게 백내장 수술을 두 번 받게 되었고 증세가 더욱 악화되었다. 결국《푸가 기법》의 완성을 보지 못한채, 1750년 7월 28일, 잘못된 수술로 인한 치료 실패의 합병증으로 사망한다.

## 바로크 음악과 바흐
바로크 음악에 있어서 바흐는 대위법 기술의 정수를 다한 사람이나, 그것에만 만족하지 않고 당시에 이미 궁정문화에 침투했던 프랑스나 이탈리아의 양식을 스스로 받아들여 칸타타에 아름다운 꽃을 피우기도 했다. 거기에는 그가 직접적 또는 간접적으로 배운 여러 나라의 온갖 요소가 모두 투입되어 그만이 지닐 수 있는 최고로 천재적이게 융화되어 일치미를 이루고 있다. 콘티누오(통주저음)만으로 반주되거나 또는 여러 개의 악기로 반주되는 독창이나 중창에 의한 이탈리아식 다 카포 아리아, 오페라적인 아리오소와 레치타티보, 가장 초기의 가브리엘 형태에서 바흐 시대의 프랑스식 서곡에 이르기까지의 관현악 신포니아, 협주곡, 트럼펫의 팡파르, 풍요한 장식성을 지니고 성악성부에 얽혀드는 기악의 오블리가토 성부, 복합창형식, 때로는 성악에까지 적용되는 프랑스의 리드미컬한 춤곡, 이러한 것이 독일의 오랜 전통인 코랄과 결부되고 있다. 대체로 바흐만큼 코랄을 훌륭하게 활용하고 또 코랄을 창작의 중심으로 삼기에 정당함을 느낀 사람은 없을 것이다. 그와 마찬가지로 여러 나라 양식의 혼합은 기악 분야에서도 볼 수 있다. 프로베르거의 전통, 쿠프랭의 프랑스 모음곡형식, 쿠나우에 의하여 전해진 이탈리아의 소나타 다 카메라양식, 도메니코 스카를라티의 건반 텍스처(鍵盤書法), 푸가에 있어서도 클라비어 푸가는 이탈리아 협주양식의 영향을 나타내나 오르간 푸가는 북독일 오르간 악파의 전통을 따르고 있다. 협주곡 분야에서는 끊임없이 비발디가 모범으로 숭앙되며, 가장 이탈리아의 특징을 나타낸다. 이와 같이 바흐의 작품은 매우 많은 여러 가지 양식을 포함하고, 또한 작곡한 분야도 넓으며 바흐 개인으로서도 시대에 따라 기술적, 내용적으로 현저하게 발전하고 있기 때문에 그의 개인양식을 간단히 종합하기란 곤란하다고 하겠다.

### 바흐의 유산
바흐는 생전에도 동시대의 음악가였던 비발디나 텔레만과 같이 국제적 지명도를 가진 음악가는 아니었다. 사후에는 당시 음악가들이 대부분 그랬듯이 작곡가로서는 완전히 잊혀진다. 바흐 생애 후반부에 이미 고전파 음악의 전조가 시작되었고 바흐 음악은 낡은 것으로 취급되었다. 바흐는 비발디나 헨델과 같이 음악가의 프리랜서화를 선도하는 인물도 아니었고 끝까지 교회 음악가로 남았다. 고전파 시대에 바흐는 고전파의 문을 연 아들들의 아버지로서 오히려 유명하였다. 유명인 중에는 모차르트가 바흐의 악보를 찾아서 탐구하였다는 기록이 있다. 모차르트 음악에 가끔 훌륭한 푸가가 보이는 것이 바흐의 영향이라고 추측하기도 한다. 베토벤 또한 바흐를 연구하였다는 기록이 있으나 그 영향에 대해서는 불분명하다. 모차르트와 베토벤이 바흐를 극찬하는 말을 남겼다고하나 요한 제바스티안 바흐가 아닌 아들 바흐에 대한 찬사였다는 것이 일반적인 설이다.

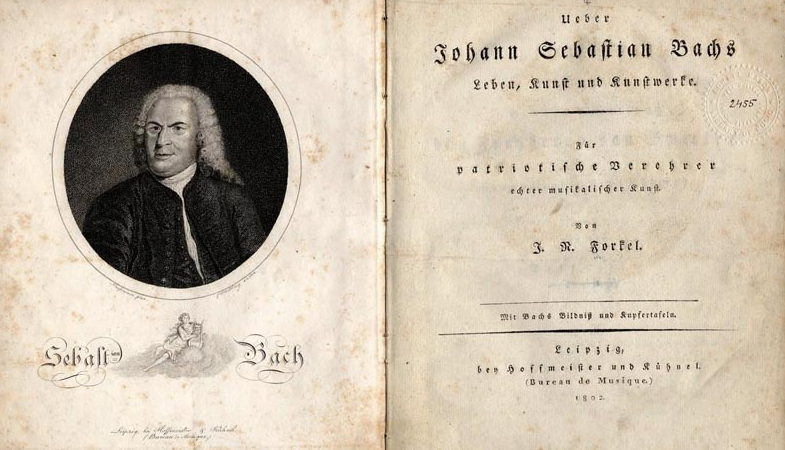
독일의 음악사학자 1802년 요한 포르켈의 저서 "바흐의 생애와 예술, 그리고 작품"(Über Johann Sebastian Bachs Leben, Kunst und Kunstwerke, 1802). 이 작품은 사후 완전히 잊혔던 바흐를 최초로 발굴한 연구서로 바흐 사후 재평가에 결정적으로 기여했다.

그러나 1802년 독일의 음악사학자인 포르켈이 사후 완전히 잊혔던 바흐에 대한 최초의 연구서인 "바흐의 생애와 예술, 그리고 작품"(Über Johann Sebastian Bachs Leben, Kunst und Kunstwerke, 1802)를 발표하여서 바흐에 대한 인식의 전환점을 제공하였다. 근대 인문학으로서 음악사학의 발전은 낭만주의 시대에 이전 시대 음악에 대한 관심을 증폭시키고 이들의 작품을 출판, 연주하기 시작하면서 바흐는 그 핵심 레파토리로 떠오른다. 바흐 생존 시기나 고전파 시대의 지명도와는 달리 낭만주의 시대에 바흐는 이전 시기 어떠한 음악가보다 높이 평가되기 시작하여 멘델스존 이후 음악가들 중 바흐를 연구하지 않은 작곡가가 없다고 말할 수 있을 정도이다. 바흐에 대한 관심은 바흐가 많이 참고하고 편곡을 했던 다른 음악가들, 특히 비발디에 대한 관심을 촉발시켜서 19세기 말부터 시작된 바로크 음악의 부활을 이끌기도 하였다. 오늘 날에도 바흐는-그의 음악이 바로크 음악을 대표한다고 말할 수도 없고, 바로크 시대 가장 유명한 음악가도 아니었지만-바로크 시대를 대표하는 가장 위대한 음악가로 추앙받고 있다.

## 바흐의 가족
서양 음악의 아버지라고 일컫는 바흐의 가문에서는 약 200년 동안에 걸쳐 저명한 음악가가 많이 나왔다.

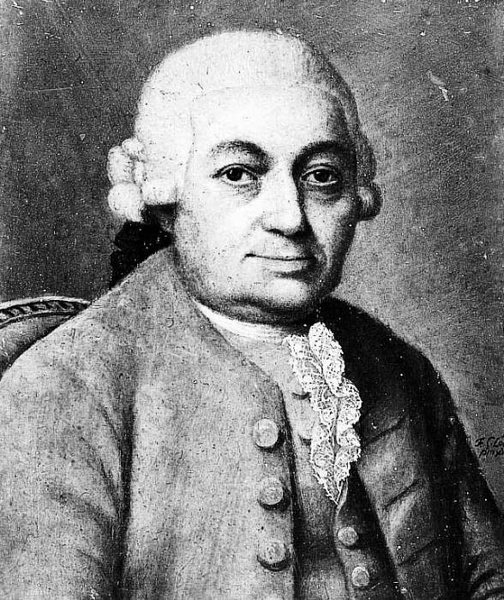
카를 필리프 에마누엘 바흐 (1714–88)
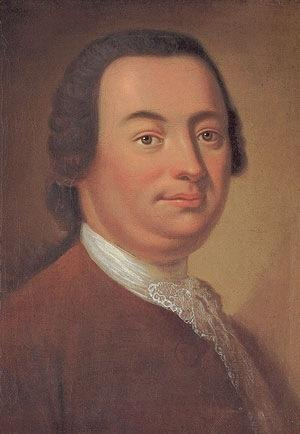
요한 크리스토프 프리드리히 바흐 (1732–1795)
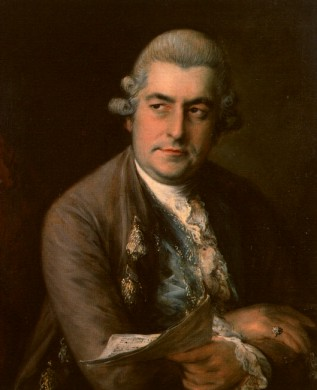
요한 크리스티안 바흐 (1735–82)

## 주요 작품 목록
바흐의 종교음악은 개신교회 예배를 위해 작곡하였음.
- 《미사곡》(예배곡)[4]
- 《마태 수난곡》
- 《요한 수난곡》
- 《나단조 미사》
- 《무반주 첼로 모음곡》
- 《무반주 바이올린을 위한 소나타와 파르티타》
- 《BWV992》[5]
- 《토카타와 푸가》
- 《전주곡과 푸가》
- 《바이올린 협주곡》
- 《브란덴부르크 협주곡》
- 《막달레나를 위한 클라비어곡집》
- 《골드베르크 변주곡》
- 《평균율 클라비어곡집》
- 《푸가 기법》
- 《프랑스 모음곡》
- 《음악의 헌정 (BWV 1079)》 (단, 미뉴에트는 페촐트 음악)

## 참고 자료
- 이 문서에는 다음커뮤니케이션(현 카카오)에서 GFDL 또는 CC-SA 라이선스로 배포한 글로벌 세계대백과사전의 내용을 기초로 작성된 글이 포함되어 있습니다.